# Favorit TV
Favorit TV (stilizată anterior ca TELEVIZIUNEA FAVORIT) este o televiziune de muzică populară și muzică ușoară din România. Favorit TV aparține fraților Micula, patronii European Drinks&Food și ai Centrului Național Media din care mai fac parte Național TV, Național 24 Plus și rețelele de radio Național FM și Favorit FM și ziarul Realitatea Românească. Televiziunea se adresează tuturor iubitorilor de muzică populară și de muzică ușoară din toată țara, având acoperire pe tot teritoriul.
Pe 24 aprilie 2021, după 16 ani de la lansare, Favorit TV și-a schimbat identurile și a trecut la formatul 16:9, la ora 5:00 (ora României). În același timp, programele 4:3 se difuzează cu două bare negre, laterale - stânga și dreapta.